# جريج جوسين
جريج جوسين (بالإنجليزية: Greg Goossen)‏ هو لاعب كرة قاعدة وممثل أمريكي، ولد في 14 ديسمبر 1945 بلوس أنجلوس في الولايات المتحدة، وتوفي بنفس المكان في 26 فبراير 2011.

## أعمال

### أفلام
- (1992) غير مغفور[5][6]

## وصلات خارجية
- جريج جوسين على موقعبيزبول رفرنس.كوم (الدوري الرئيسي) (الإنجليزية)
- جريج جوسين على موقعبيزبول رفرنس.كوم (الدوري الثانوي) (الإنجليزية)

- جريج جوسين على موقع IMDb (الإنجليزية)
- جريج جوسين على موقع قاعدة بيانات الفيلم (الإنجليزية)